# Шедиевский сельский совет (Новосанжарский район)
Шедиевский сельский совет (укр. Шедіївська сільська рада) — входит в состав
Новосанжарского района
Полтавской области
Украины.
Административный центр сельского совета находится в 
с. Шедиево.

## Населённые пункты совета
- с. Шедиево
- с. Бурты